# Песочная (приток Жиздры)
Песочная (Песочня) — река в России, протекает по Калужской области. Правый приток Жиздры.

## География
Река Песочная берёт начало рядом с городом Сосенский. Течёт на север через сосновые леса. Устье реки находится в 30 км по правому берегу реки Жиздра. Длина реки составляет 16 км, площадь водосборного бассейна — 44,6 км².

## Данные водного реестра
По данным государственного водного реестра России относится к Окскому бассейновому округу, водохозяйственный участок реки — Ока от города Белёв до города Калуга, без рек Упа и Угра, речной подбассейн реки — бассейны притоков Оки до впадения Мокши. Речной бассейн реки — Ока.
Код объекта в государственном водном реестре — 09010100512110000020346.